# 月经过少

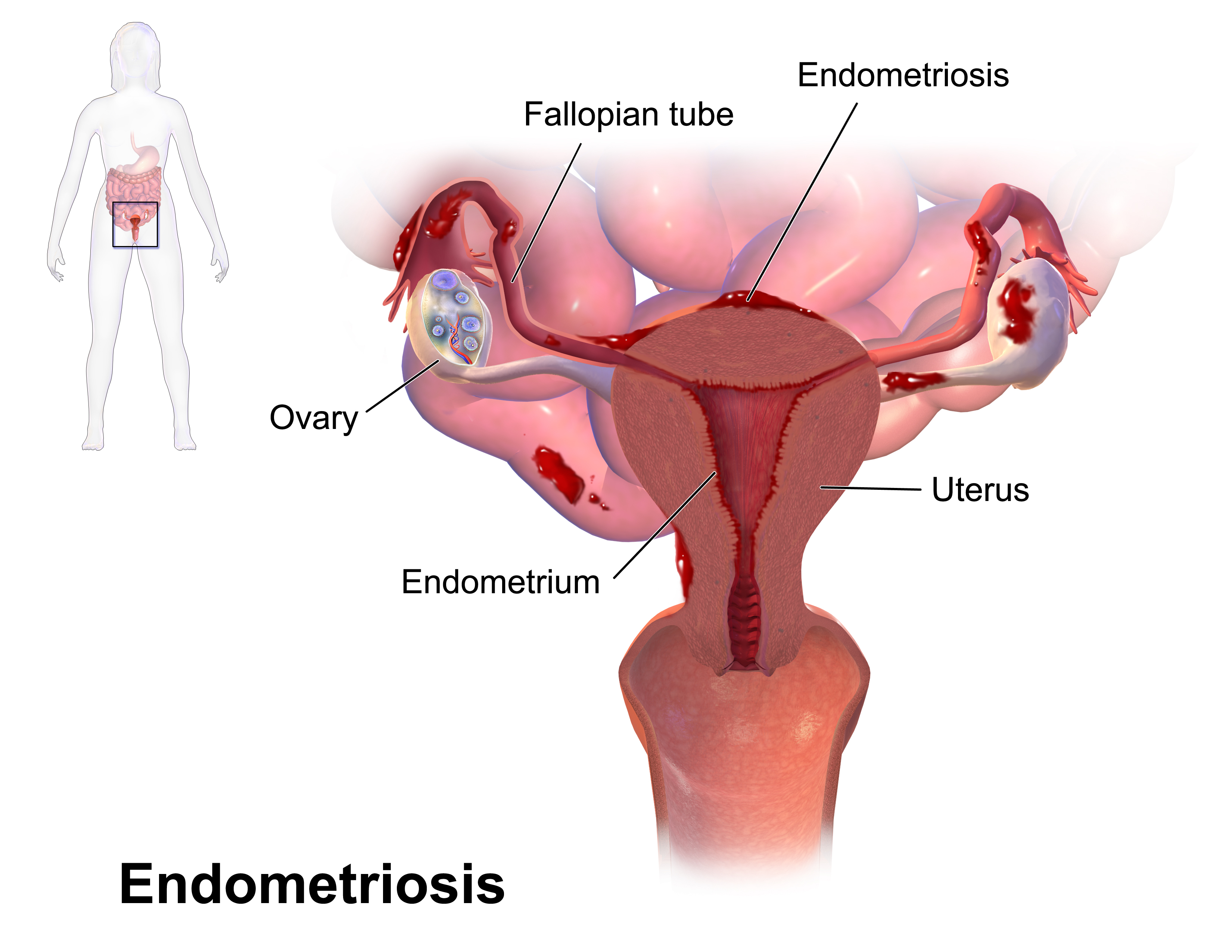
子宫内膜异位症

月经过少是指女性月經經血的量特別低，和月經經血量過多的月經過多恰好相反。

## 簡介
有些女性的月经本來就比較少，有些月经过少是遺傳性的，在進一步了解後可能會發現其母親或是姊妹的月经也比較少。在月經較少的期間仍有可能會懷孕，發生不孕症的機率也和月經量正常的女性相同。月经过少有可能表示子宮內膜血管的某種異常或是處在較不敏感的情形下。
像口服避孕藥、會釋放荷爾蒙的子宮環等荷爾蒙避孕法，常見的副作用就是月经过少。因為荷爾蒙避孕法使得分泌的雌激素變少，子宮內膜成長速度變慢，因此在月經時需排出的子宮內膜變少，導致月經變少，不過不少女性認為因荷爾蒙避孕法使月經變少，在生活上反倒比較方便。
月经过少可能發生在生育期的兩個極端，也就是青春期後及更年期前，這是因為此時的排卵較不規則，且子宮內膜無法正常的成長。不過其他時期的一些問題也會造诈月经过少，像甲狀腺素過低、催乳素過高、胰島素過高、雄激素高或是其他荷爾蒙問題造成的無排卵也會造成月经过少。
除了上述的原因之外，仍有其他可能原因造成月经过少，需要就診進行進一步的確認。

## 可能原因
- 月经过少的一種可能原因是阿休曼症候群（英语：Asherman's syndrome），其中主要症狀是月经过少或是無排卵（英语：Anovulation）。月经減少的程度和子宮內黏連的嚴重程度高度相關[2]。

- 子宮：月经过少有時表示出血的面積較平常的要小，若子宫内膜腔因子宫肌瘤切除术或是其他整形手術而變小，偶爾會出現月经过少的情形。不過這種情形不表示子宮發育不良，因為這子宮條件是因為荷爾蒙所造成，因此表示卵巢的活動力較弱。

- 神經及情緒：心理因素會造成月经过少，例如像因為考試而有的壓力，或是為了即將到來的某一事件而有的過度興奮。這些因素會壓抑大腦，在排卵週期不分泌荷爾蒙（像孕酮及雌激素），因此卵巢的排卵也受到影響。

- 低體脂：過量的運動或速效食品可能使體脂降到一定水平以下，導致月經過少，也有可能沒有月經（稱為閉經）[3]。

## 診斷
- 血液檢查：大部份月经过少的常見原因都可以用血液檢查來檢測。其中有關促卵泡激素、黃體生成素、催乳素、雌激素及胰島素的檢查都很重要。像是多囊卵巢綜合症，其胰島素及雄激素的量就會比較高。
- 超音波影象：超音波影象可以診斷子宮內膜的厚度、卵巢中卵泡生長的大小、是否有排卵或是其他異常。
- 其他檢查：有時需要诊断性刮宫术（英语：dilation and curettage）及核磁共振成像來確認月經過少的原因。

## 治療
月经过少一般不需要治療，只有檢查到其他明顯的異常才需要治療，治療方式則視檢查到的異常而定。